# Jeff Clyne
Jeff Clyne (29. ledna 1937 Londýn – 16. listopadu 2009 tamtéž) byl britský baskytarista a kontrabasista. V padesátých letech hrál například s Tony Crombiem a Stanem Traceym. Od roku 1958 působil v kapele The Jazz Couriers, kterou vedli Tubby Hayes a Ronnie Scott. V letech 1969–1971 působil v kapele Nucleus a později byl krátce členem skupiny Gilgamesh. Zemřel na infark ve svých dvaasedmdesáti letech.